# 阿納斯塔西亞島

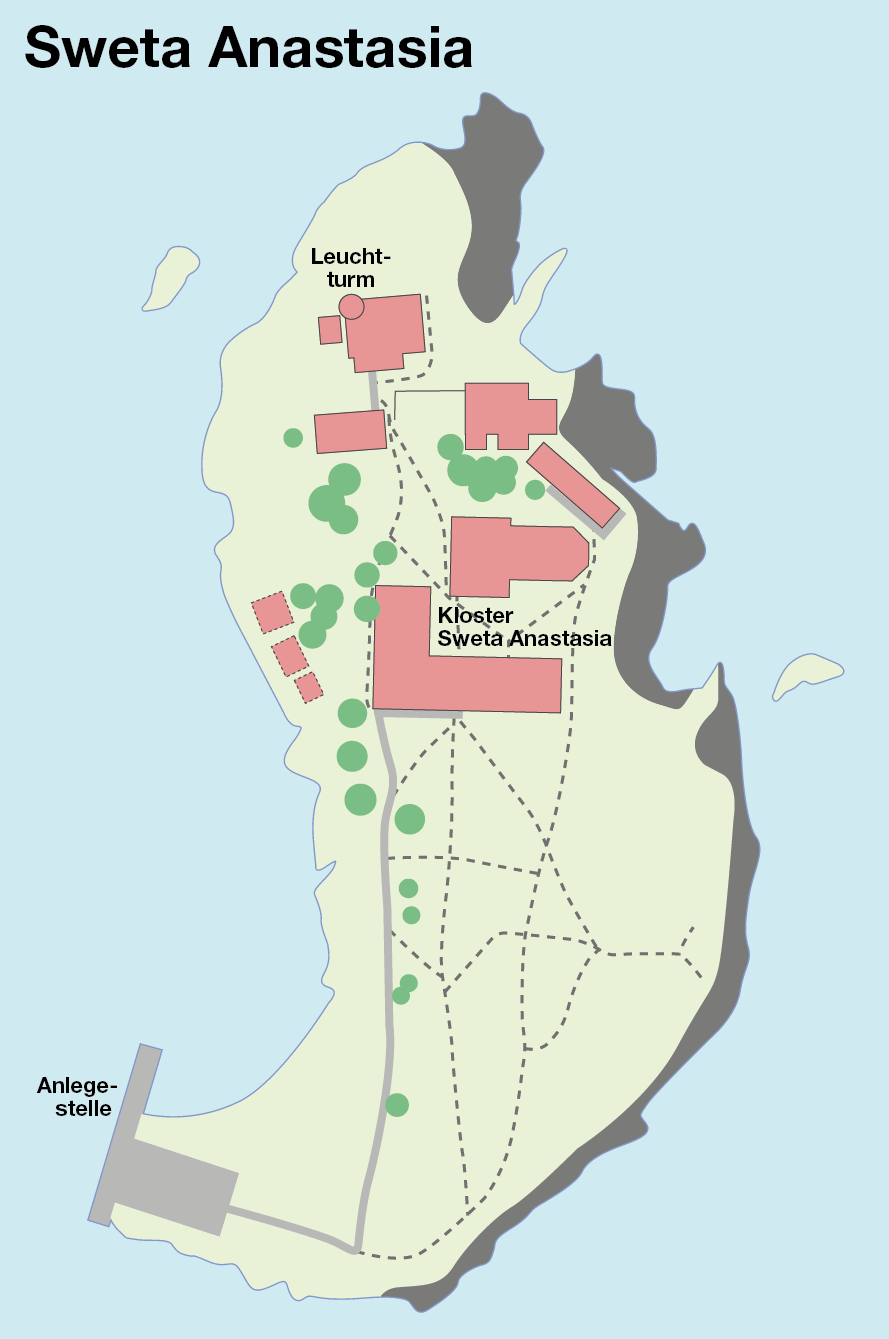

阿納斯塔西亞島(亦称圣安岛)是保加利亞的島嶼，位於該國東南部黑海沿岸，距離切爾諾莫雷茨1.5公里，面積0.01平方公里，最高點海拔高度12米，島上有燈塔、酒吧和碼頭。
该岛供电和饮用水。它以位于其上的前圣安娜斯塔西娅修道院命名。修道院自中世纪以来就存在，并在18世纪被重建。自1923年以来，当岛变成监狱时，它已经被放弃了。
今天，除了教堂的修道院，还有一个位于岛上的灯塔，还有博物馆，餐厅，小码头，会议厅和两个宾馆，共有五间客房可供游客使用。在夏天，这个岛屿可以从布尔加斯通过每天多次运行的船只服务。
阿納斯塔西亞島又称布尔加斯圣安岛。 （页面存档备份，存于）

## 外部連結
- Photos from the island

42°28′05″N 27°33′11″E / 42.46806°N 27.55306°E